# Le Coudray-Saint-Germer
Le Coudray-Saint-Germer és un municipi francès, situat al departament de l'Oise i a la regió dels Alts de França. L'any 2007 tenia 886 habitants.

## Demografia

### Població
El 2007 la població de fet de Le Coudray-Saint-Germer era de 886 persones. Hi havia 332 famílies de les quals 100 eren unipersonals (24 homes vivint sols i 76 dones vivint soles), 80 parelles sense fills, 132 parelles amb fills i 20 famílies monoparentals amb fills.
La població ha evolucionat segons el següent gràfic:
Habitants censats

### Habitatges
El 2007 hi havia 388 habitatges, 339 eren l'habitatge principal de la família, 21 eren segones residències i 28 estaven desocupats. 293 eren cases i 91 eren apartaments. Dels 339 habitatges principals, 160 estaven ocupats pels seus propietaris, 166 estaven llogats i ocupats pels llogaters i 12 estaven cedits a títol gratuït; 42 tenien una cambra, 14 en tenien dues, 54 en tenien tres, 100 en tenien quatre i 128 en tenien cinc o més. 238 habitatges disposaven pel capbaix d'una plaça de pàrquing. A 139 habitatges hi havia un automòbil i a 127 n'hi havia dos o més.

### Piràmide de població
La piràmide de població per edats i sexe el 2009 era:
| Homes | Edats   | Dones |
| ----- | ------- | ----- |
| 0     | 95 o +  | 0     |
| 0     | 90 a 94 | 0     |
| 0     | 85 a 89 | 12    |
| 12    | 80 a 84 | 12    |
| 16    | 75 a 79 | 8     |
| 12    | 70 a 74 | 36    |
| 0     | 65 a 69 | 24    |
| 24    | 60 a 64 | 8     |
| 24    | 55 a 59 | 16    |
| 32    | 50 a 54 | 20    |
| 12    | 45 a 49 | 20    |
| 12    | 40 a 44 | 12    |
| 28    | 35 a 39 | 32    |
| 56    | 30 a 34 | 48    |
| 44    | 25 a 29 | 36    |
| 16    | 20 a 24 | 40    |
| 16    | 15 a 19 | 24    |
| 16    | 10 a 14 | 40    |
| 52    | 5 a 9   | 56    |
| 48    | 0 a 4   | 32    |

## Economia
El 2007 la població en edat de treballar era de 530 persones, 372 eren actives i 158 eren inactives. De les 372 persones actives 335 estaven ocupades (190 homes i 145 dones) i 37 estaven aturades (18 homes i 19 dones). De les 158 persones inactives 47 estaven jubilades, 52 estaven estudiant i 59 estaven classificades com a «altres inactius».

### Ingressos
El 2009 a Le Coudray-Saint-Germer hi havia 326 unitats fiscals que integraven 874 persones, la mediana anual d'ingressos fiscals per persona era de 14.796 €.

### Activitats econòmiques
Dels 23 establiments que hi havia el 2007, 1 era d'una empresa alimentària, 2 d'empreses de fabricació de material elèctric, 6 d'empreses de construcció, 4 d'empreses de comerç i reparació d'automòbils, 2 d'empreses de transport, 1 d'una empresa d'hostatgeria i restauració, 2 d'empreses immobiliàries, 2 d'empreses de serveis, 2 d'entitats de l'administració pública i 1 d'una empresa classificada com a «altres activitats de serveis».
Dels 11 establiments de servei als particulars que hi havia el 2009, 1 era una gendarmeria, 1 oficina de correu, 1 taller de reparació d'automòbils i de material agrícola, 2 paletes, 2 fusteries, 1 lampisteria, 1 perruqueria i 2 agències immobiliàries.
Dels 2 establiments comercials que hi havia el 2009, 1 era una botiga de més de 120 m² i 1 una botiga de menys de 120 m².
L'any 2000 a Le Coudray-Saint-Germer hi havia 17 explotacions agrícoles que ocupaven un total de 530 hectàrees.

## Equipaments sanitaris i escolars
L'únic equipament sanitari que hi havia el 2009 era una farmàcia.
El 2009 hi havia una escola elemental integrada dins d'un grup escolar amb les comunes properes formant una escola dispersa.

## Poblacions més properes
El següent diagrama mostra les poblacions més properes.